# Ferrante Gonzaga (1544-1586)
Ferrante Gonzaga (Castel Goffredo, 28 de julio de 1544–Milán, 13 de febrero de 1586), marqués de Castiglione (en español, marqués de Castellón) fue un noble italiano de la casa de Gonzaga al servicio de Felipe II de España, conocido por ser padre del santo jesuita, Luis Gonzaga.

## Biografía
Fue uno de los hijos de Luigi Alessandro Gonzaga (1494-1549), marqués de Castel Goffredo,  Castiglione y Solferino; y su esposa, Caterina Anguissola. Ferrante tuvo otros dos hermanos:
- Alfonso Gonzaga (1541-1592), marqués de Castel Goffredo conocido también como Alfonso de Castel Goffredo.
- Orazio Gonzaga (1545-1587), marqués de Solferino, conocido también como Orazio de Solferino.

Tras la muerte de su padre en 1549 y de su madre el año siguiente, fue puesto junto con sus hermanos bajo la tutela del cardenal Hércules Gonzaga y su pariente Ferrante Gonzaga, conde de Guastalla que nombraron como gobernador al tío materno de los niños, Giovanni Anguissola. Tras la muerte de su padre heredó el señorío de Castiglione delle Stiviere, feudo imperial en el norte de Italia, cerca del ducado de Mantua poseído por la casa paterna, los Gonzaga.
En 1559 viajó a España para seguir la carrera militar al servicio de Felipe II, volviendo dos años después a Castiglione. En 1563 se encontraba de nuevo en la corte de España. Dos años después su primo Guillermo, duque de Mantua le encargó una misión diplomática cerca del emperador Maximiliano II. Cumplida hábilmente esta misión, volvió a Madrid.
En Madrid, contrajo matrimonio con la piamontesa Marta Tana de Santena, dama de la reina Isabel de Valois, el 24 de junio de 1566. Con ocasión del enlace fue hecho por Felipe II, gentilhombre de su cámara y armado caballero de la Orden de Alcántara (habiendo sido nombrado en 1561), además de serle concedidas algunas rentas en el ducado de Milán y en el reino de Nápoles. Según Cepari, biógrafo de su hijo Luis, fue el primer matrimonio contraído en España conforme a las normas del Concilio de Trento.
Tras este matrimonio, volvió a su feudo de Castiglione, donde nació en 1568 su primogénito Luis. Ese mismo parte a España y en 1570 participa en sofocar la Rebelión de los Moriscos a las órdenes de Juan de Austria. El año siguiente recibe el permiso de Felipe II para formar parte del séquito que acompaña a Alemania a los archiduques Rodolfo y Ernesto. Como recompensa a este servicio Maximiliano II elevó a marquesado el señorío de Castiglione. En 1572 se encontraba en la corte de España de nuevo, enviado por su primo Guillermo, duque de Mantua. En 1579 fue nombrado por este último, gobernador del Monferrato. Dos años después y siguiendo al cortejo de la emperatriz viuda María de Austria se instala en la corte de España junto a su mujer y sus hijos Luis, Rodolfo e Isabel, sirviendo los dos primeros como meninos de Diego de Austria, príncipe de Asturias. Durante esta estancia la familia vivió en las casas del doctor Cristóbal de Espinosa, en el lugar que se fundaría en 1602 el Noviciado de los Jesuitas en Madrid.
La familia volvió a Castiglione en 1584. Al año siguiente y de forma solemne su hijo Luis renuncia a sus derechos a la sucesión en los estados de su padre para ingresar en la Compañía de Jesús.
Murió en la ciudad de Milán por causa de la gota, afección que le aquejaba desde hacía algunos años y para cuya curación se había trasladado a esa ciudad.
Fue enterrado en la capilla de los Gonzaga de iglesia de San Francisco de Mantua.

## Matrimonio y descendencia
De su matrimonio con Marta Tana di Santena, nacerían:
- Luis (1568 – 1591), jesuita canonizado en 1726.
- Rodolfo (1569 – 1593), II marqués de Castiglione.
- Ferrante (1570 – 1577).
- Carlos (1572 – 1574).
- Isabel (1574 – 1593), menina de la infanta Isabel Clara Eugenia y después, religiosa;
- Francisco (1577 – 1616), III marqués de Castiglione.
- Cristierno (1580 – 1630), marqués de Solferino.
- Diego (1582 – 1597).

### Individuales
1. ↑  Fita Colomé, Fidel, S.I. «D. Hernando de Gonzaga, Marqués de Castellón y caballero de Alcántara». Boletín de la Real Academia de la Historia: 535-566.
2. ↑  Cepari, Virgilio (1830). Vida del bienaventurado San Luis Gonzaga .... Barcelona: Oficina de Juan Francisco Piferrer. p. 4. Consultado el 25 de febrero de 2024.
3. ↑  Aznar Sánchez, Tomás José (2021). La Compañía de Jesús y la Corte: el noviciado de San Ignacio en Madrid (1602-1767) (Tesis de Doctor). Universidad Complutense de Madrid. p. 124.
4. ↑  Quintana, Jerónimo de (1629). «Noviciado de la Compañía de Jesús». A la muy antigua, noble y coronada villa de Madrid: historia de su antiguedad, nobleza y grandeza. ABACO. pp. 430-431. ISBN 978-84-85226-18-4. Consultado el 2 de febrero de 2023.
5. ↑  Fita Colomé, Fidel, S.I. (1890). «San Luis Gonzaga en Zaragoza y Madrid». Boletín de la Real Academia de Historia (XVII): 249-264. y Fita Colomé, Fidel, S.I. (1892). «D. Hernando de Gonzaga, Marqués de Castellón y caballero de Alcántara». Boletín de la Real Academia de Historia (XXI): 535-566. citados en Marín Perellón, 2009, p. 52